# Sh2-251
Sh2-251 è una nebulosa a emissione visibile nella costellazione del Toro.
Si trova nella parte meridionale della costellazione, al confine con Orione; può essere individuata circa 5° ad WSW della stella π3 Orionis, la più brillante dell'asterismo dello Scudo di Orione. La sua declinazione non è particolarmente settentrionale e ciò fa sì che essa possa essere osservata agevolmente da entrambi gli emisferi celesti, sebbene gli osservatori dell'emisfero boreale siano leggermente più avvantaggiati; il periodo in cui raggiunge la più alta elevazione sull'orizzonte è compreso fra i mesi di ottobre e febbraio.
La nebulosa fa parte della Bolla di Eridano, di cui costituisce uno dei frammenti più remoti; la sua distanza pertanto viene a trovarsi fra i 200 e i 400 parsec di distanza. La Bolla di Eridano è una superbolla in espansione generata dalle stelle massicce di classe spettrale A e B appartenenti all'Associazione Orion OB1, un'associazione OB formatasi dai gas del Complesso nebuloso molecolare di Orione; si estende per diverse centinaia di anni luce e appare in interazione con un gran numero di piccole regioni nebulose periferiche del Complesso stesso.